# الحصن (جبلة)

تعديل مصدري - تعديل

الحصن محلة تابعة لقرية بيت الجرادي، التابعة لعزلة الثوابي بمديرية جبلة إحدى مديريات محافظة إب في الجمهورية اليمنية، بلغ تعداد سكانها 113 حسب تعداد اليمن لعام 2004.